# Даллас (футбольний клуб)
Даллас (англ. FC Dallas) — професіональний футбольний клуб з Далласа (США), що грає у Major League Soccer – вищому футбольному дивізіоні США і Канади. Є одним з десяти клубів, що грали в МЛС в першому сезоні після заснування. До 2005 року називався Даллас Берн (англ. Dallas Burn). У 2016 році «Даллас» виграв Supporters' Shield – нагороду для переможця регулярного чемпіонату МЛС.
Домашні матчі проводить на «Тойота Стедіум», який розташований у Фриско — передмісті Далласа.

## Здобутки
- Кубок МЛС
  - Фіналіст' (1): 2010
- Supporters' Shield
  - Переможець (1): 2016
- Відкритий кубок США
  - Переможець (2): 1997, 2016
- Конференції
  - Переможець Плей-оф Західної конференції (1):2010
  - Переможець Західної конференції у Регулярному сезоні (3): 2006, 2015, 2016
- Інші трофеї